# Operation Atlantic Resolve

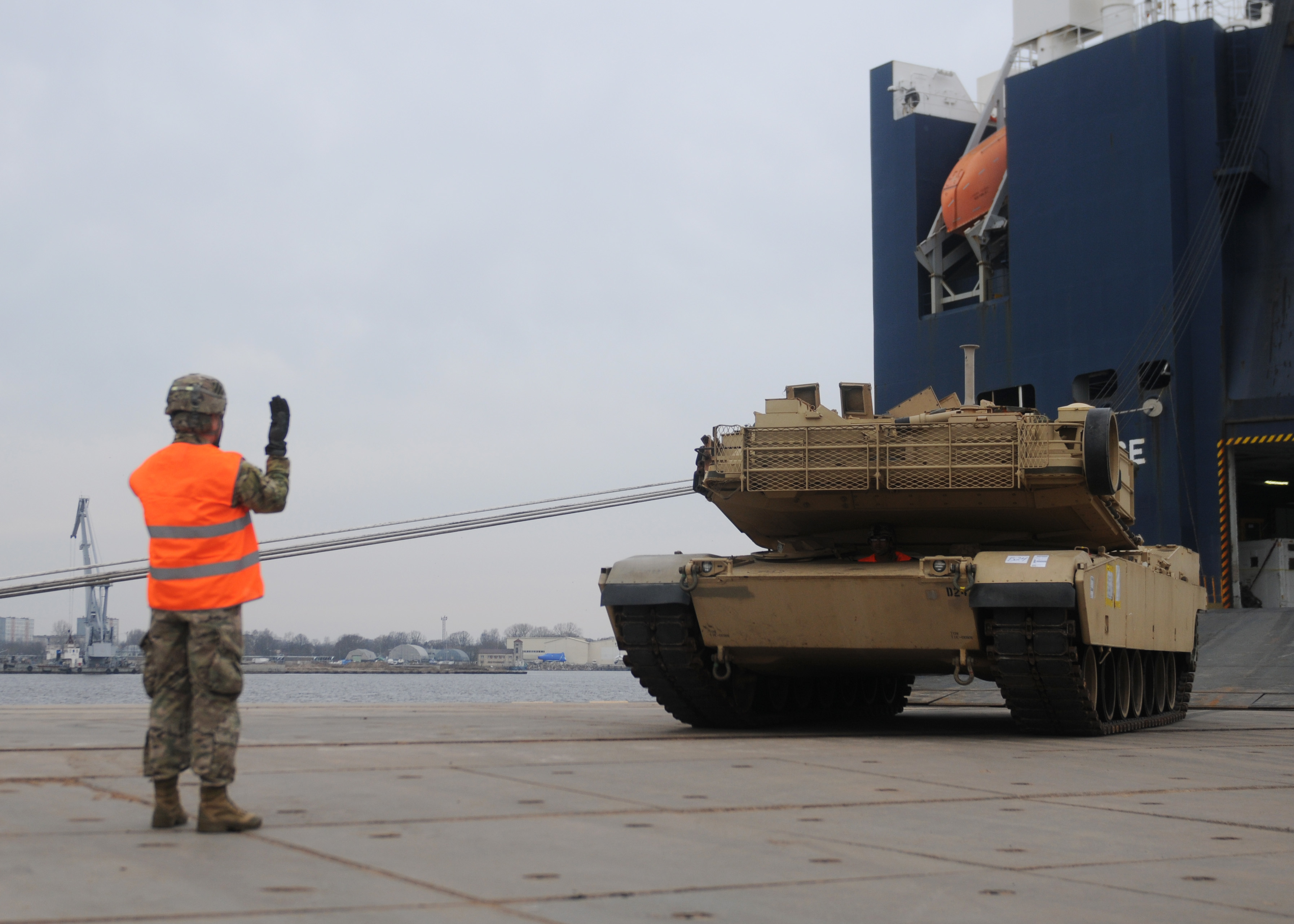
Entladen eines M1A2 Abrams-Panzers in Riga

Die Operation Atlantic Resolve (OAR) ist eine 2014 begonnene und von den Vereinigten Staaten durchgeführte Operation zur Unterstützung und Bestärkung der NATO-Alliierten in Europa im Rahmen der European Reassurance Initiative (ERI). Mit ihr soll auf den russischen Krieg in der Ukraine und die Annexion der Krim durch Russland reagiert werden. Sie stellt keine NATO-Operation dar, sondern wird von den USA bilateral im Rahmen der European Reassurance Initiative durchgeführt.
Seit 2014 werden verschiedene Übungen und Schulungen in Estland, Lettland, Litauen, Polen, Rumänien und Bulgarien durchgeführt, um die multinationale Zusammenarbeit im Sicherheitsbereich zu stärken. Die Operation soll laut Aussage des Verteidigungsministeriums der Vereinigten Staaten das anhaltende Engagement für die kollektive Sicherheit der NATO sowie für dauerhaften Frieden und Stabilität in der Region verdeutlichen.
Die europäische Haupteinsatzbasis der unterstützenden Hubschrauber war in den ersten Jahren der US-Army-Flugplatz im mittelfränkischen Illesheim und seit 2022, nach der Ausweitung der russischen Invasion der Ukraine, der 33. Transportfliegerbasis Polens in Powidz östlich Posens.
Seit 2021 werden die rotierenden Truppen durch das V Corps geführt.

## Operationen

### 2014
Eine Auswahl der diversen Bodenübungen, die im Rahmen von Operation Atlantic Resolve im Jahr 2014 durchgeführt wurden:

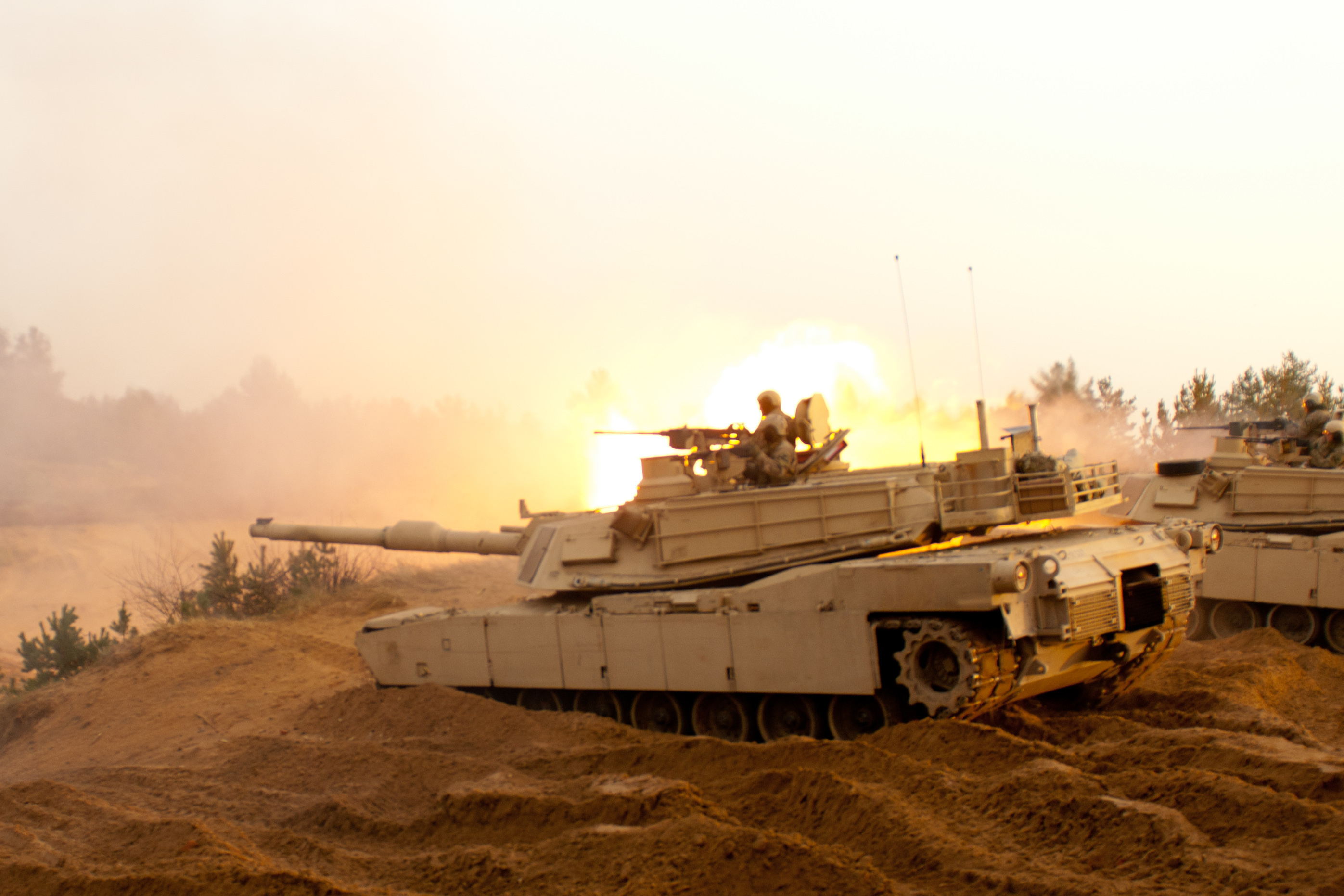
M1A1 Abrams bei Übungen in Lettland

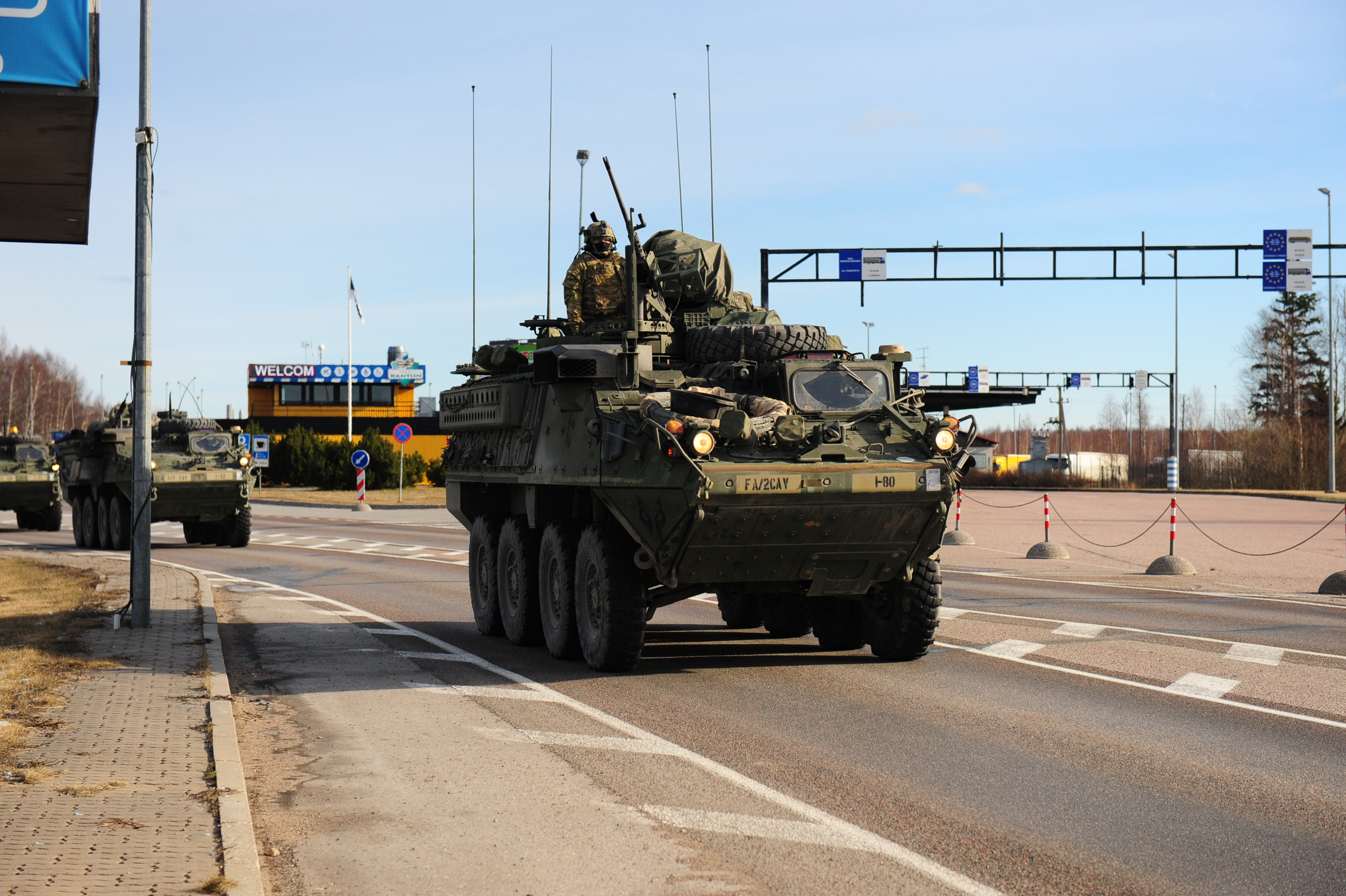
Stryker-Konvoi der Operation Dragoon Ride

| Name                                              | Zeitraum (2014)            | Ort                      |
| ------------------------------------------------- | -------------------------- | ------------------------ |
| Exercise Spring Storm 14                          | 3.–25. Mai                 | Estland                  |
| Exercise Flaming Sword 14                         | 12. Mai – 2. Juni          | Litauen                  |
| Exercise Namejs 14                                | 17.–30. Mai                | Lettland                 |
| Exercise Saber Guardian 14                        | 21. März – 4. April        | Bulgarien                |
| Exercise Summer Shield 14                         | 7.–18. April               | Lettland                 |
| Exercise Platinum Eagle 14                        | 29. April – 24. Mai        | Rumänien                 |
| Exercise Platinum Lynx 14-5                       | 5.–16. Mai                 | Rumänien                 |
| Exercise Rochambeau                               | 11.–25. Mai                | Frankreich               |
| Exercise Combined Resolve II                      | 15.–30. Mai                | Deutschland              |
| Exercise Saber Strike 14                          | 9.–20. Juni                | Estland Lettland Litauen |
| Exercise Saber Junction 14 / Steadfast Javelin II | 13. August – 17. September | Deutschland              |
| Exercise Strike Back 14                           | 6.–17. Oktober             | Bulgarien                |
| Exercise Combined Resolve III                     | Oktober–November           | Deutschland              |
| Exercise Rapid Trident 14                         | 16.–26. September          | Ukraine                  |
| Exercise Phoenix Resolve                          | 3.–22. November            | Rumänien                 |
| Exercise Rubicon                                  | 13.–21. November           | Rumänien                 |

### 2015
Die Atlantic Resolve untergeordnete Operation Dragoon Ride begann am 21. März 2015 an der NATO-Ostgrenze im Baltikum. Nach einem Manöver wurde das 2. Cavalry Regiment der US-Armee auf dem Landweg in seine Heimatbasis Vilseck (Bayern) rückverlegt. Der Konvoi aus verschiedenem Militärgerät legte einen Weg von rund 1800 Kilometern unter anderem durch Polen und Tschechien zurück und endete Anfang April 2015 in Bayern. Auf der Strecke wurden diverse Militärübungen abgehalten, die mit den jeweiligen Gastgeberländern abgesprochen waren. Koordiniert wurde die umfangreiche Truppenrotation von der US-Armee in Europa.
Die Militärkolonne startete am 22. März 2015 in Estland. Sie bestand aus Radpanzern einer Stryker-Einheit der US-Armee. Zunächst machte die Kolonne in den estnischen Städten Türi und Pärnu halt. Auf Marktplätzen wurde der Bevölkerung Gelegenheit gegeben, die Militärfahrzeuge zu besichtigen und mit den Soldaten zu sprechen.
| Name                                           | Zeitraum (2015)      | Ort                                                   |
| ---------------------------------------------- | -------------------- | ----------------------------------------------------- |
| Operation Dragoon Ride (OAR Rotationstraining) | 21. März – 1. April  | Deutschland Tschechien Polen Estland Lettland Litauen |
| Exercise Saber Junction 15                     | 23. März – 30. April | Deutschland                                           |
| Exercise Combined Resolve IV                   | 15. Mai – 6. Juni    | Deutschland                                           |
| Exercise Saber Strike 15                       | 8.–19. Juni          | Estland Lettland Litauen Polen                        |
| Exercise Immediate Response 15                 | 9.–22. September     | Kroatien Slowenien                                    |
| Exercise Combined Resolve V                    | 2.–6. November       | Deutschland                                           |

### 2016
2016 wurden vorübergehend zwölf Erdkampfflugzeuge vom Typ Fairchild-Republic A-10 auf dem Luftwaffenstützpunkt Ämari in Estland stationiert, der im Rahmen des Air Policing Baltikum mit Abfangjägern der NATO-Partner belegt ist. Darüber hinaus beteiligten sich zwölf Maschinen vom Typ Lockheed Martin F-22 an Übungen in Polen, Litauen und Rumänien.

### 2017
[veraltet]
Im Rahmen der Operation Atlantic Resolve wird eine komplette US-Kampfbrigade, das 3rd Armored Brigade Combat Team (ABCT) der 4. US-Infanteriedivision, aus Fort Carson über Beaumont (Texas), Bremerhaven und Polen an den nördlichen Teil der NATO-Ostgrenze verlegt.  Am 6. Januar 2017 traf ein erstes Transportschiff mit militärischer Ausrüstung in Bremerhaven ein. Neben dem Frachtschiff Resolve sind die US-Frachter Freedom und Endurance des Unternehmens American Roll-on Roll-off Carrier (ARC) beteiligt.
Insgesamt handelt es sich dabei um 3.500 Soldaten und 446 Kettenfahrzeuge, die zunächst nach Polen verlegt werden und ab Februar 2017 ins Baltikum, nach Bulgarien, Rumänien sowie zum US-Stützpunkt Grafenwöhr in der Oberpfalz verteilt werden. Ab Februar 2017 werden zusätzlich 60 Transport- und Kampfhubschrauber zusammen mit 1.800 Soldaten in Illesheim erwartet, die zeitweise in Lettland, Polen und Rumänien stationiert werden.
Parallel zur Operation Atlantic Resolve baut die NATO vier Bataillone mit insgesamt 4.000 Soldaten auf, darunter mehrere Hundert US-Soldaten, die in Polen und dem Baltikum stationiert werden. Die NATO-Präsenz wird außerdem durch ein deutsches Bataillon mit bis zu 500 Soldaten in Litauen nördlich der sogenannten Suwałki-Lücke gestärkt.
Die Truppenverlegungen im Januar 2017 wurden von der Linken-Fraktionschefin Sahra Wagenknecht, dem AfD-Vizevorsitzenden Alexander Gauland und Brandenburgs Ministerpräsident Dietmar Woidke (SPD) kritisiert; die CDU und Teile der Grünen äußerten sich verständnisvoll.

### 2018
Im Mai und Juni 2018 durchquerten US-Truppen im Zuge der Operation „Atlantic Resolve“ verschiedene Bundesländer, insbesondere Brandenburg. Sie wurden in NATO-Ländern in Ost- und Mitteleuropa verlegt.